# 井上愛 (歌手)
井上 愛（いのうえ あい、1987年1月12日 - ）は、福岡県出身のシンガーソングライター。身長161cm。いのうえあいとしても活動。

## 略歴
- 2002年10月27日 - NHKのど自慢（NHK総合・ラジオ第1、福岡県遠賀郡岡垣町）で、鬼束ちひろ「流星群」を歌い週間チャンピオンとなる[2][3][4][5]。
- 2005年4月 - 西南学院大学文学部外国語学科フランス語専攻入学。
- 2005年10月23日 - TEENS'MUSIC FESTIVAL 2005 九州大会(ZEPP FUKUOKA)の筑豊大会大賞で出場し、奨励賞とオーディエンス賞受賞。
- 2006年 - 第2回KITA-Q MUSICオーディション決勝大会入賞[6]。
- 2008年9月 - トンコツTV（NHK福岡放送局）で三ツ星アーティスト認定[2][3][4][5]。
- 2009年3月 - 西南学院大学文学部外国語学科フランス語専攻卒業、上京。
- 2010年7月7日 - メジャーデビュー
- 2010年8月3日 - NHK歌謡コンサート（NHK総合）に生出演。
- 2014年 - 7月舞台「Anytime.Anywhere」出演をきっかけに、俳優であり、脚本家・演出家でもある濱田真和が代表するSuperendroller[7]に所属。

## 人物
- 一級建築士の兄がいる[8]。
- 趣味は、フランス語習得、料理、高校野球観戦。

## 作品

### シングル
- 答え（2010年7月7日）

1. 答え
新感覚ゲーム クエスタ（NHK）2010年初代エンディングテーマ
2. なぜか

### 未発表曲
- 一瞬（いま）会いたい[6]
- あなたのとなりでうたう歌
前述のトンコツTVでPV製作された。
- your song
KITA-Q　music vol.2 参加曲

### 参加作品
- V.A.『Kita-Q's MUSIC Vol.02』（2007年2月28日、Senare Music Factory/バウンディ）[6]m-4: Your Song